# Liste der Ehrenbürger von Weiden in der Oberpfalz
Die Stadt Weiden in der Oberpfalz hat seit 1878 folgenden Personen das Ehrenbürgerrecht verliehen.
Hinweis: Die Auflistung erfolgt chronologisch nach Datum der Zuerkennung.

## Die Ehrenbürger der Stadt Weiden

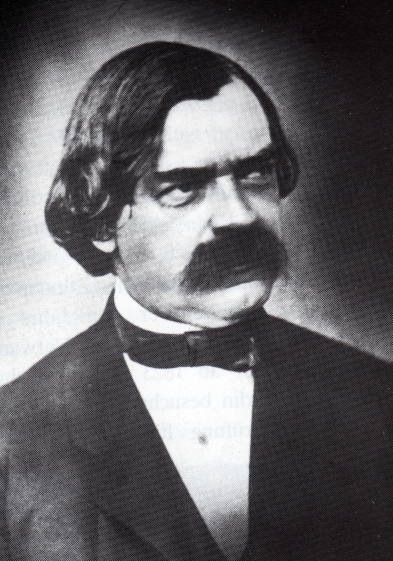
Gustav von Schlör

1. Gustav von Schlör (* 4. April 1820 auf Gut Hellziechen, Gemeinde Langenbruck bei Vilseck; † 25. September 1883 in München)
Handelsminister, Staatsrat
Verleihung am 7. Januar 1878
2. Joseph von Herrmann (* 1836 in Weiden i. d. OPf; † 1914 in München)
Staatsrat
Verleihung am 7. Januar 1878
3. Max Josef Söllner (* 9. April 1848 in Pechhof; † 10. November 1919 in Weiden i. d. OPf)
Geistlicher Rat und Erbauer der St.-Josefskirche
Verleihung am 7. Juni 1911
4. Franz Xaver Fleischmann (* 1870 in Furth im Wald; † 1954 in Weiden i. d. OPf)
Päpstlicher Hausprälat
Verleihung am 27. März 1950
5. Hans Wagner (* 1874 in Passau; † 1957 in Weiden i. d. OPf)
Bundesbahninspektor a. D. und Stadtarchivar
Verleihung am 30. Juli 1952

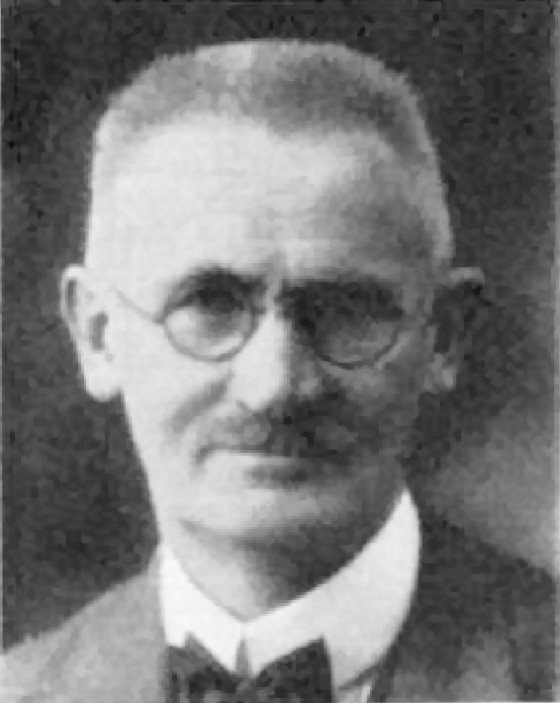
Franz Joseph Pfleger
6. Franz Joseph Pfleger (* 31. August 1872 in Pressath; † 4. Februar 1964 in Weiden i. d. OPf)
Justizrat
Verleihung am 27. März 1953
7. Wilhelm Seltmann (* 28. Juni 1895 in Schlottenhof; † 27. September 1967 in Erlangen)
Fabrikbesitzer der (Porzellanfabrik Seltmann)[2]
Verleihung am 27. März 1953
8. Josef Witt (* 19. September 1884 in Reuth; † 7. August 1954 in München)
Kommerzienrat, Textilgroßkaufmann (Witt Weiden[3])
Verleihung am 27. März 1953
9. Bonaventure Leca (* 27. März 1887 in Serriera; † 28. Oktober 1973)
Bürgermeister von Issy-les-Moulineaux
Verleihung am 23. Juni 1962
10. Georg Kilian (* 9. Dezember 1903 in Fürth; † 1973 ebenda)
Vorstandsvorsitzender der Deutschen Tafelglas AG
Verleihung am 31. Juli 1963
11. Josef Witt (* 29. September 1912 in Reuth; † 6. Juni 1989)
Dipl.-Volkswirt, Textilgroßkaufmann
Verleihung am 31. Juli 1963
12. Hans Schelter (* 13. April 1905 in Röthenbach; † 20. Februar 1983)
Altoberbürgermeister
Verleihung am 26. März 1973
13. Hans Pösl (* 20. März 1907 in Saubersrieth; † November 2003 in Schwabach-Wolkersdorf)
Bezirkstagspräsident a. D.
Verleihung am 16. Juni 1975
14. Konrad Müller
Prälat
Verleihung am 13. Oktober 1975
15. Michael Ringer
Bundesbahn-Oberbetriebswart a. D.
Verleihung am 16. Februar 1976
16. Raymond Menand (* 1901; † 8. Januar 1980 in Issy-les-Moulineaux)
1. Bürgermeister von Issy-les-Moulineaux
Verleihung am 23. Juni 1979
17. Robert Savary
1. stellv. Bürgermeister von Issy-les-Moulineaux
Verleihung am 23. Juni 1979
18. August Richard Lang (* 26. Februar 1929 in Eslarn; † 29. September 2004 in Weiden i. d. OPf)
Bayerischer Staatsminister a. D.
Verleihung am 2. Februar 1983
19. Jean Laronde (* 6. Juni 1925 in Paris; † 8. November 2010)
1. stellv. Bürgermeister a. D. von Issy-les-Moulineaux
Verleihung am 25. Juni 1983

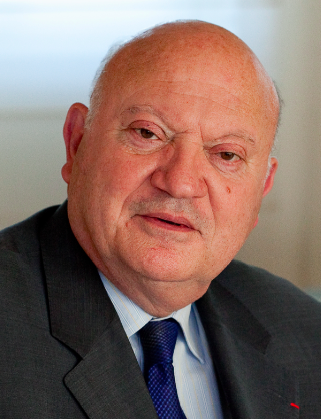
André Santini
20. André Santini (* 20. Oktober 1940 in Paris)
Bürgermeister von Issy-les-Moulineaux
Verleihung am 25. Juni 1983
21. Franz Josef Zebisch (* 16. Oktober 1920 in Weiden i. d. OPf; † 24. Februar 1988 auf Gran Canaria)
Mitglied des Deutschen Bundestages a. D. und Stadtrat a. D.
Verleihung am 1. Oktober 1984
22. Nicolas Fritz
Professor aus Issy-les-Moulineaux
Verleihung am 28. Juni 1986
23. Tobias Denk
Bürgermeister a. D. von Weiden am See (ÖVP)
Verleihung am 27. Oktober 1990
24. Maria Seltmann (* 5. Dezember 1903; Oktober 2005 in Weiden i. d. OPf)
Fabrikantenwitwe und Stifterin
Verleihung am 21. Februar 1994
25. Michel Rossignol
Bürgermeister a. D. von Issy-les-Moulineaux
Verleihung am 9. Oktober 1995
26. René Duval
Bürgermeister a. D. von Issy-les-Moulineaux
Verleihung am 9. Oktober 1995

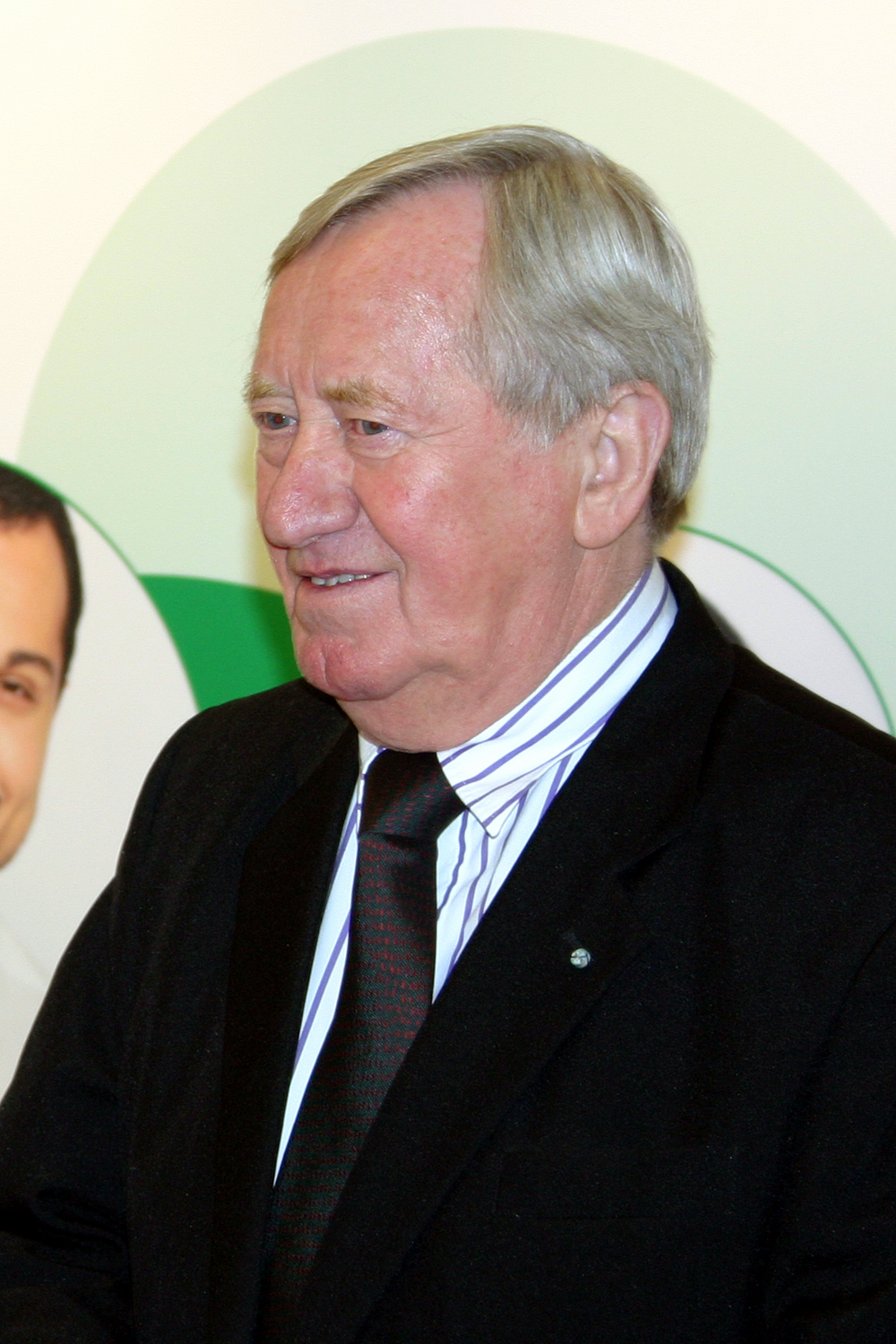
Hans Zehetmair
27. Hans Zehetmair (* 23. Oktober 1936 in Langengeisling)
ehemaliger Bayerischer Staatsminister für Unterricht und Kultus
Verleihung am 1. September 1998
28. Georges Provot
Leiter des Patenschaftskomitees in Issy-les-Moulineaux
Verleihung am 28. Juni 2008
29. Karl Millner (* 10. April 1925)
Bürgermeister a. D. von Weiden am See
Verleihung am 27. Juni 2009

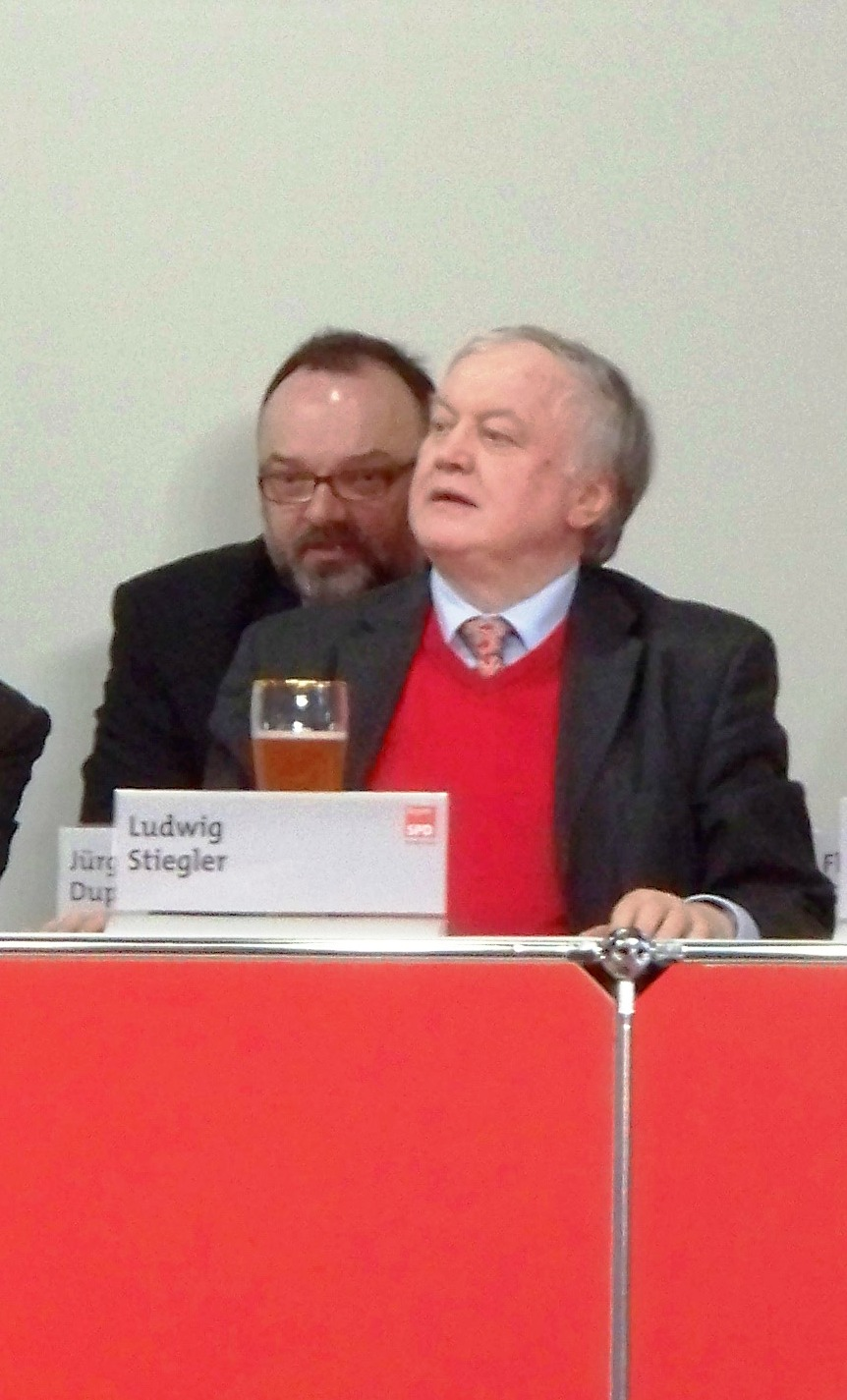
Ludwig Stiegler
30. Ludwig Stiegler (* 9. April 1944 in Parsberg, Oberpfalz)
ehemaliges Mitglied des Deutschen Bundestages (1980–2009) und ehemaliger Vorsitzender der Bundestagsfraktion der SPD.
Verleihung am 10. Dezember 2009
31. Wilhelm „Willi“ Schwartz (* 13. Juni 1953)
Bürgermeister von Weiden am See (ÖVP)
Verleihung am 9. November 2013
32. Zdeněk Král
Bürgermeister a. D. von Marienbad
Verleihung am 28. März 2015
33. Barbara Klepsch (* 23. Juli 1965)
Oberbürgermeisterin a. D. von Annaberg-Buchholz, Sächsische Staatsministerin für Soziales und Verbraucherschutz (CDU)
Verleihung angekündigt für 27. Juni 2015

## Aberkennung
Mit der Übernahme der Vorherrschaft des NSDAP-Oberbürgermeisters Hans Harbauer erhielten 1933 auch Paul von Hindenburg als Reichspräsident und Adolf Hitler als Reichskanzler (letzterer nachweisbar am 9. November 1933) das Ehrenbürgerrecht der Stadt. Diese wurden vermutlich nach 1945 wieder aberkannt, da in der offiziellen Übersicht der Stadt keiner von beiden geführt ist (siehe hierzu auch: Paul von Hindenburg als Ehrenbürger und Adolf Hitler als Ehrenbürger).